# 夜明けの流星群
「夜明けの流星群」（よあけのりゅうせいぐん）は、SCANDALの19枚目のシングル。2014年7月16日にエピックレコードジャパンから発売された。

## 概要
ポケットモンスター XYの映画『ポケモン・ザ・ムービーXY 破壊の繭とディアンシー』主題歌。完全限定生産盤はイマクニ?「ポケモン言えるかな?」のカバーが収録されており、ジャケットはピカチュウとディアンシーが登場している。15thシングル「会わないつもりの、元気でね」の売り上げを上回り、SCANDALの過去最大のヒット作となった。

## 収録曲

### 通常盤
1. 夜明けの流星群 [4:42]
作詞：TOMOMI・田中秀典　作曲：田中秀典　編曲：亀田誠治
2. Your Song [3:46]
作詞・作曲：SCANDAL　編曲：川口圭太
3. 夜明けの流星群 (Instrumental)

### 初回生産限定盤A
CD
1. 夜明けの流星群
2. Your Song
3. 夜明けの流星群 (Instrumental)

DVD
- "急に来てゴメン。 In 北" Document Movie ～旅情編～

### 初回生産限定盤B
CD
1. 夜明けの流星群
2. Your Song
3. 夜明けの流星群 (Instrumental)

DVD
- "急に来てゴメン。 In 北" Document Movie ～曲作り編～

### 完全限定生産盤
1. 夜明けの流星群
2. ポケモン言えるかな?
作詞：戸田昭吾　作曲：たなかひろかず　編曲：川口圭太
3. 夜明けの流星群 (Instrumental)
4. ポケモン言えるかな? (Instrumental)